# 永字八法
永字八法，是古代書法家練習楷書的運筆技法。「永」字有八筆：點、橫、豎、鈎、挑（或提）、彎、撇、捺，按各自的筆勢以八字概括為側、勒、弩（又作努）、趯、策、掠、啄、磔。這八筆是楷書基本筆畫，每筆各有特色，而又互相呼應，一氣呵成。如李溥光《雪庵八法》稱：「磔法之妙，在險橫三過，而開揭其勢力。」如果能寫出「永」字每筆的精神，楷書可算達到相當水準。

## 歷史
「永」字八法的來源，有一說是出自東晉的王羲之，另說是崔子玉、鍾繇、智永、張旭。
八法的出現，深受《筆陣圖》所總結漢字七條「筆陣」（七勢，包括：橫、點、撇、折、豎、捺、鈎）所影響。據稱《筆陣圖》爲東晉衛鑠（衛夫人）所著。此外，不同時期的書法家也有相關技法的描述，例如：
- 《永字八法頌》顏真卿（唐朝）
- 《永字八法頌》柳宗元（唐朝）
- 《永字八法解》李溥光（元朝），他使用了二字象徵意象命名各筆畫。

## 列表
|   | 筆畫 | 名稱  | CJK名稱 | 李氏名稱 | 位置 |
| - | ---- | ----- | ------- | -------- | ---- |
| 1 |      | 側    | 點      | 怪石     |      |
| 2 |      | 勒    | 橫      | 玉案     |      |
| 3 |      | 弩/努 | 豎      | 鐵柱     |      |
| 4 |      | 趯    | 鉤      | 蟹爪     |      |
| 5 |      | 策    | 挑/提   | 虎牙     |      |
| 6 |      | 掠    | 彎      | 犀角     |      |
| 7 |      | 啄    | 撇      | 鳥啄     |      |
| 8 |      | 磔    | 捺      | 金刀     |      |